# Tolma toreuta
Tolma toreuta là một loài nhện trong họ Pisauridae.
Loài này thuộc chi Tolma. Tolma toreuta được Rudy Jocqué miêu tả năm 1994.